# Golden set (tennis)
Il golden set (espressione inglese per set d'oro) è una terminologia usata nel tennis per indicare un set vinto da uno dei due giocatori senza concedere un solo punto all'avversario contro i 24 conquistati (quattro per ogni game). In caso il giocatore si aggiudichi il match con due golden set allora si utilizza il termine golden match.

## Storia
Nel tennis professionistico il golden set si è verificato due volte in tornei di alto livello. È successo, invece, diverse volte in alcuni match di qualificazione pre-torneo per eventi di livello più basso. Bill Scanlon ha messo a segno un golden set nel match vinto contro Marcos Hocevar nel 1983. La prima donna nella storia ad effettuare un golden set fu la tennista statunitense Pauline Betz ai danni della connazionale Catherine Wolf al torneo di Cincinnati del 1943. Il primo golden set nell'era Open, invece, è quello di Yaroslava Švedova al torneo di Wimbledon del 2012 ai danni della tennista italiana Sara Errani.
| Giocatore           | Torneo                                                           | Avversario                               | Punteggio finale   | Nota                                 |
| ------------------- | ---------------------------------------------------------------- | ---------------------------------------- | ------------------ | ------------------------------------ |
| Hazel Wightman      | Washington State Championships 1910, Seattle                     | Huiskamp (nome di battesimo sconosciuto) | 6–0, 6–0           | Golden match.                        |
| Pauline Betz        | Tri-State Tournament 1943, Cincinnati                            | Catherine Wolf                           | 6–0, 6–2           | [ 5 ]                                |
| Bill Scanlon        | Delray Beach WCT 1983, Delray Beach                              | Marcos Hocevar                           | 6–2, 6–0           | Registrato nel Guinness dei primati. |
| Tine Scheuer-Larsen | Fed Cup 1995 - Zona Europea/Africana                             | Mmaphala Letsatle                        | 6–0, 6–0           | [ 7 ]                                |
| Jaroslava Švedova   | Torneo di Wimbledon 2012                                         | Sara Errani                              | 6–0, 6–4           | [ 8 ]                                |
| Julian Reister      | US Open 2013 - Qualificazioni                                    | Tim Pütz                                 | 6–7(3–7), 6–4, 6–0 | [ 9 ]                                |
| Stefano Napolitano  | Internazionali di Tennis dell'Umbria - qualificazioni 2015, Todi | Augusto Virgili                          | 6–0, 6–3           | [ 10 ] [ 11 ]                        |
| Luis David Martínez | Morelos Open 2017 - qualificazioni, Cuernavaca                   | Thanyathorn Putthaun                     | 6–1, 6–0           | [ 12 ]                               |